# Zotz
Zotz, auch Zoz geschrieben, ist der Name einer österreichisch-deutschen Unternehmer- und Gelehrtenfamilie, die auf ein seit dem frühen 15. Jahrhundert nachgewiesenes Tiroler Geschlecht zurückgeht.

## Geschichte
Die Familie Zotz kam vermutlich über den Fernpass aus dem Süden nach Lähn und Wengle, Ortsteilen von Bichlbach im Bezirk Reutte in Tirol, wo sie urkundlich erstmals 1427 nachweisbar ist. Dort ist der Stammzweig der Familie noch heute mit verschiedenen Linien ansässig. Das Geschlecht teilte sich nach Jakob Zotz († 1692) in mehrere Zweige und Linien. Die ursprünglich bäuerliche Familie kam über das Handwerk zum Unternehmertum. Sie stellte 1690 den Abt des Zisterzienserklosters Stift Stams, stieg ins Bildungsbürgertum auf und brachte schließlich einige Autoren und Wissenschaftler hervor.

## Tiroler Zweig
Ab 1621 wurde im Riegelthal bei Bichlbach Blei abgebaut. Der dadurch in der Region erlangte Wohlstand war gefährdet, als die Bleivorkommen 1688 erschöpft waren. Einige Bichlbacher, darunter Angehörige der Familie Zotz, wurden im Zuge dieser Entwicklung im Bauwesen in Schwaben tätig. 1694 gründete man in Bichlbach mit einer Bestätigungsurkunde Kaiser Leopolds I. eine Zunft für alle im Baugewerbe tätigen Handwerker, der auch Mitglieder der Familie Zotz angehörten.
In Nesselwängle hatte eine Linie der Familie ihren Sitz, die einige Meister der Stuckkunst hervorbrachte, die europaweit tätig waren: Lorenz Zotz der Ältere (* 1862) wirkte mit seinen Brüdern Gottfried und Eduard († 1935) im deutschen Raum, während Lorenz Zotz der Jüngere (* 1902) mit seinem Bruder Ämilian im Alpenraum tätig war. Ämilian entwarf und schuf in zweijähriger Arbeit den Hochaltar und die beiden Seitenaltäre der Kirche zu Nesselwängle.
Die in Zug durch Hubert Zotz begründete Werkstätte war im gesamten Schweizer Raum aktiv. Sie wurde durch die Stuckornamente in der Kirche des Klosters Einsiedeln bekannt und arbeitete mit dem Kirchenarchitekten Adolf Gaudy zusammen.

## Deutsche Zweige
Im 18. und frühen 19. Jahrhundert ließen einzelne Mitglieder der Familie sich schließlich auf Dauer in Südwestdeutschland nieder, wo sie verschiedene Unternehmen etablierten. Der am 17. Mai 1700 in Wengle geborene Johann Georg Zotz († 1759) kam 1729 nach Herxheim bei Landau/Pfalz, wo er ein Bauunternehmen gründete und sich im Handel betätigte. Auf ihn geht ein Teil des pfälzischen Zweiges der Familie zurück, der sich in verschiedenen Unternehmen betätigte. Die Angehörigen dieses Zweiges erhielten durch die Zugehörigkeit der Pfalz zu Frankreich zeitweilig die französische Staatsbürgerschaft. Georg Adam Zotz (1753–1816), ein Sohn des Johann Georg Zotz, war Kommandant der französischen Artillerie.
Der am 4. März 1776 in Lähn geborene Josef Anton Zotz ließ sich 1804 im badischen Heitersheim nieder. Auf ihn geht der badische Zweig der Familie zurück, der hauptsächlich im Breisgau und im Hochschwarzwald beheimatet ist. Sein am 8. Februar 1808 geborener Sohn Karl Zotz erwarb 1845 in Heitersheim den östlichen Teil des Malteserschlosses. Er baute dort einen Weinbaubetrieb auf, das heutige Weingut Julius Zotz.
Zu dem Tiroler, dem Pfälzer und dem badischen Zweig der Familie besteht ein bayerischer. Neben den österreichischen und deutschen Zweigen existieren durch Auswanderungen solche in Amerika, sowohl in den USA wie in Brasilien und in Australien.

## Trivia
Der amerikanische Autor Walter Karig nannte seinen Roman „Zotz!“ (1947), der 1962 von William Castle verfilmt wurde, nach dem Nachnamen der Familie:

„„Vor einigen Jahren traf ich einen Mann mit dem Nachnamen Zotz. Der seltsame Name war aus Österreich oder Bayern, wo seine Vorfahren herkamen. Sofort nachdem ich diesen Namen gehört hatte, schien es mir, als wäre dies ein magischer Bann. Ich fühlte, dass „Zotz!“ Zauberkräfte besitzt, und so war der Titel meiner Novelle geboren. Die Bedeutung dieses seltsamen Namens war ein Geheimnis, das sogar sein Träger nicht lüften konnte. Ich versuchte mehr Informationen darüber zu finden. Eine bekannte Familie dieses Namens war aus Peoria, Illinois, einer ihrer Angehörigen, Alois Zotz, hatte die „Deutsche Zeitung“ in Amerika gegründet. Als ich schließlich erfuhr, dass „Zotz“ der Name eines Fledermausgottes der Mayas war, fand ich, dass der beabsichtigte Titel für das Buch perfekt war.““

## Persönlichkeiten

### Tiroler Zweig
- Edmund Zoz (1653–1706), 29. Abt im Zisterzienserkloster Stams (1690–1699)
- Josef Anton Zotz (1811–1848), Priester; gestorben um den 12. August 1848 als Kooperator in Telfs
- Alois Zotz (1814–1893), Theologe, Zeitungsverleger und Journalist in den USA
- Lorenz Zotz der Ältere (1862–1903), Stuckkünstler
- Hubert Zotz (1875–1960), Stuckkünstler
- Josef Zotz (1902–1941), Theologe, Widerstandskämpfer und NS-Opfer
- Lorenz Zotz der Jüngere (1902–1985), Stuckkünstler
- Louis Zotz (1903–1989), Theologe und Hochschulgründer auf den Philippinen
- Aemilian Hubert „Emilian“ Zotz (* 23. Mai 1907; † 13. August 2002), Stuckateur und Marmorist aus Nesselwängle
- Ämilian „Emil“ Zotz (* 5. April 1908; † 23. Juli 1984), Stuckkünstler
- Bertram Zotz (* 1968), Theologe und Kirchenrechtler

### Pfälzischer, bayerischer und badischer Zweig
- Georg Adam Zotz (1753–1816), geboren in Herxheim bei Landau in der Pfalz, Kommandant der französischen Artillerie und Ritter des Ordre royal et militaire de Saint-Louis
- Matthäus Zotz (* 16. Januar 1855 in Herxheim bei Landau in der Pfalz), Unternehmer und königlich-bayrischer Hoflieferant
- Karl Zotz (1808–1894), Weingutsgründer und Großvater der Ehefrau des Freiburger Bildhauers Julius Seitz[8][9]
- Lothar Zotz (1899–1967), Prähistoriker
- Kurt Zotz (1899–1958), symbolistischer Lyriker und Dramatiker
- Thomas Zotz (* 1944), Mediävist
- Ingeborg Zotz (* 1950), Graphikerin und Malerin
- Volker Zotz (* 1956), Philosoph ⚭ Birgit Zotz, geb. Hutter (* 1979), Anthropologin
- Rainer B. Zotz (1956–2022), Hämostaseologe
- Rainer J. Zotz (* 1959), Kardiologe
- Gerhard Zotz (* 1960), Botaniker
- Thomas Zotz (* 1964), Figurenspieler
- Henning Zoz (1964–2024), Nanotechnologe und Unternehmer

### Amerikanischer Zweig
- Abby Zotz, kanadische Schauspielerin und Singer-Songwriter
- Werner Zotz (* 1947), brasilianischer Autor